# Altars of Madness
Albums de Morbid Angel
Blessed are the Sick
(1991)
Altars of Madness est le premier album studio du groupe de death metal américain Morbid Angel. L'album est sorti le 12 mai 1989 sous le label Earache Records.
Le groupe a dédié cet album aux fans de black metal et de death metal partout dans le monde.
Cet album a eu un grand succès auprès des fans. Il a eu un impact très large dans la scène death metal, influençant de nombreux groupes depuis sa sortie.

## Musiciens
- David Vincent — chant, basse
- Trey Azagthoth — guitare
- Richard Brunelle — guitare
- Pete Sandoval — batterie

## Liste des morceaux
1. Immortal Rites – 4:04
2. Suffocation – 3:15
3. Visions from the Dark Side – 4:10
4. Maze of Torment – 4:25
5. Lord of All Fevers and Plagues – 3:28
6. Chapel of Ghouls – 4:58
7. Bleed for the Devil – 2:23
8. Damnation – 4:10
9. Blasphemy – 3:31
10. Evil Spells – 4:13